# Сан-Джасинто
Сан-Джасинто — город в округе Риверсайд, штат Калифорния. Получил название в честь Святого Гиацинта. Находится в северной части долины Сан-Джасинто, к северу от города Хемет, в гористой местности.

## История

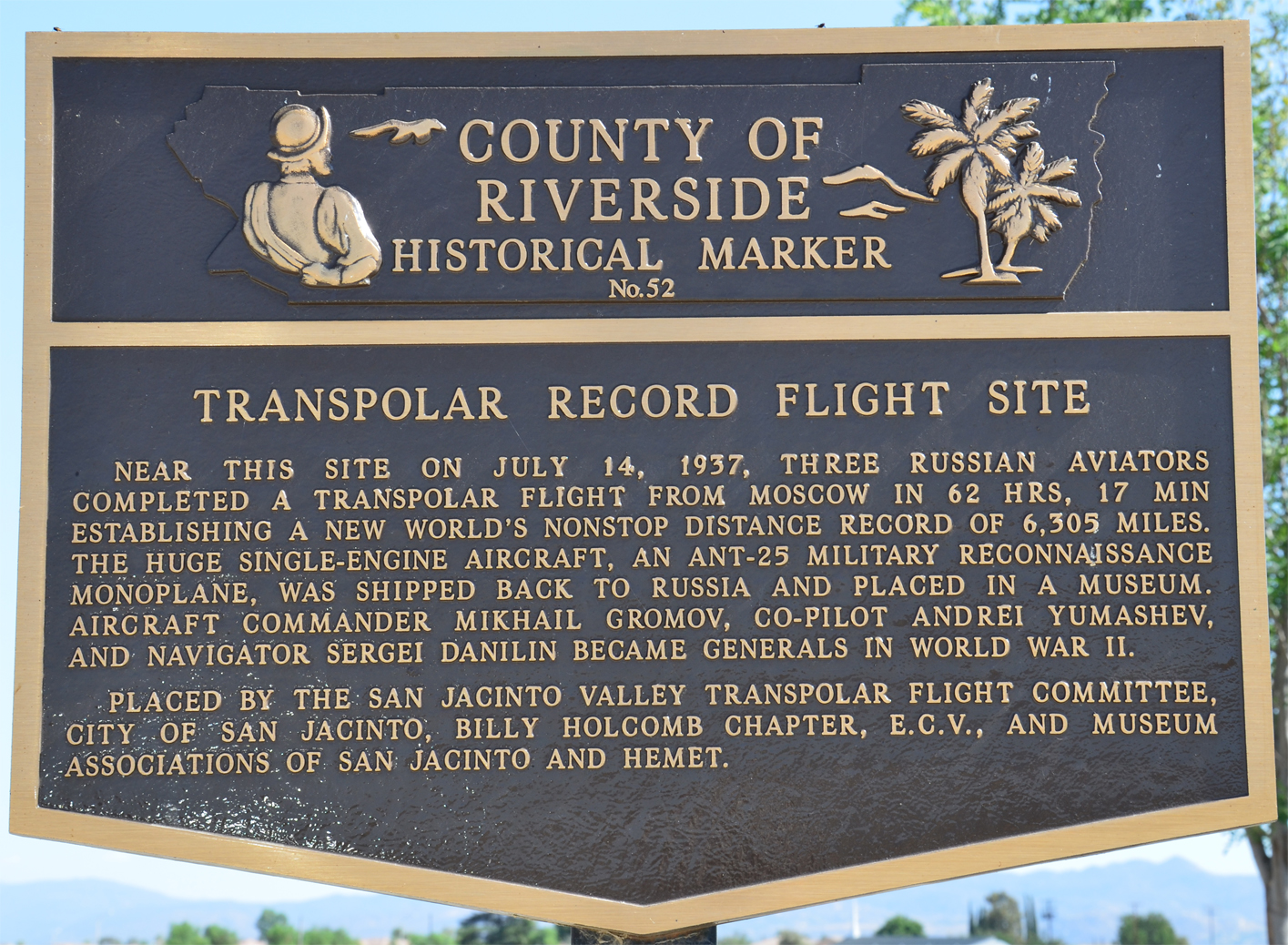
Памятная табличка в Сан-Джасинто

Коренной народностью, населявшей эти места, были индейские племена Луисено.
Сан-Джасинто был основан в 1870 году, статус города получил 20 апреля 1888 года, что делает его одним из старейших городов в округе Риверсайд. В том же году в город пришла железная дорога.
14 июля 1937 года на поле близ Сан-Джасинто приземлился после длинного беспосадочного полёта из Москвы через Северный Полюс (10078 км) самолет АНТ-25 с экипажем Михаил Громов, Сергей Данилин, Андрей Юмашев. Этот полёт был вторым беспосадочным перелётом через Северный Полюс. В начале 1950-х годов в память о полёте экипажа Громова в западной части центра Сан-Джасинто был установлен каменный знак.

## Демография
По данным переписи населения США 2010 года численность населения Сан-Джасинто составляла 44199 человек. Плотность населения 653,1 человек на квадратный км. Расовый состав: 57,2 % белые, 3 % азиаты, 6,6 % чернокожие, 1,8 % коренных американцев, 0,3 % гавайцы и выходцы с тихоокеанских островов, 25,4 % другие расы, 5,7 % потомки двух и более рас.
По данным переписи населения США 2000 года медианный доход на одно домашнее хозяйство в городе составлял $30627, доход на семью $34717. У мужчин средний доход $31764, а у женщин $25392. Средний доход на душу населения $13265. 20,3 % семей или 15,2 % населения находились ниже порога бедности, в том числе 26,6 % молодёжи младше 18 лет и 12,2 % взрослых в возрасте старше 65 лет.

## Известные жители
Здесь умер Феодосий Григорьевич Добржанский (1975) — советский и американский генетик, энтомолог, один из основателей синтетической теории эволюции.